# The Beta Band
The Beta Band è stato un gruppo musicale scozzese formatosi nel 1996. Sono stati acclamati dalla critica raggiungendo in pochi anni lo status di cult band. Il loro stile è stato descritto come "folktronica", una miscela di folk, scozzese, elettronica, rock, trip hop e jamming sperimentale.
The Beta Band si è sciolta nel 2004. Nel corso della loro carriera sono stati acclamati e accostati sia agli Oasis, che ai Radiohead

## Storia

### Formazione e primi lavori (1996-1997)
The Beta Band si è formata nel 1996, intorno ai musicisti di Saint Andrews Steve Mason (voce, chitarra) e Gordon Anderson. I due avevano intenzione di chiamare il loro gruppo The Pigeons, ma in seguito cambiarono idea. Quando misero insieme le canzoni per il loro EP di debutto Champion Versions, si aggregarono a loro Robin Jones (batteria), John Maclean (DJ, campionatore, tastiere) e Steve Duffield (basso). Mentre vivevano in un appartamento a Shepherd's Bush incontrarono Phil Brown, che dopo aver sentito la loro demo decise di portarla a Miles Leonard, che prontamente ingaggiò la band. Duffield lasciò la band subito dopo aver registrato Champion Versions, mentre non molto tempo, a seguito dell'ingaggio presso Regal/Parlophone, Anderson si ammalò e lasciò la band. I membri rimanenti aggiunsero l'inglese Richard Greentree per suonare il basso e consolidarono la loro formazione.

### The Three EPs (1998)
Champion Versions fu pubblicato nel luglio 1997 con il plauso della critica non solo per la musica, ma anche per l'innovativo design della copertina del disco (opera di John Maclean).
Nel 1998 seguirono altri due EP: The Patty Patty Sound a marzo e Los Amigos del Beta Bandidos a luglio. Gli EP sono stati tutti oggetto di ampi elogi critici, e tutti e tre sono apparsi sulla raccolta The Three E.P.'s collection, appropriatamente intitolata The Three E.P.'s nel settembre 1998. La compilation è stata valutata da Pitchfork nella Top 10 degli album dell'anno. La canzone 'Dr Baker' è apparsa nella colonna sonora acclamata della prima serie Trigger Happy TV mentre la rivista Q. inserì' la compilation nella classifica dei più grandi album Britannici della storia al 74º posto

### The Beta Band (Album) (1999)
La band ha presto iniziato a lavorare alla loro prima registrazione di un album, attingendo come fonti d'ispirazione al reggae giamaicano, al film di Disney The Black Hole e a "Total Eclipse of the Heart" di Bonnie Tyler. Il disco, intitolato The Beta Band, è uscito nel giugno 1999. Il primo brano, "The Beta Band Rap", raccontava il retroscena della band attraverso l'alternanza di brani pop, rap e rockabilly. L'album era più variegato dal punto di vista stilistico rispetto agli EP iniziali e venne ben accolto, ma la stampa generalista divenne decisamente negativa quando la band annunciò il proprio disprezzo per il disco, affermando che le scadenze irragionevoli e il budget ristretto di Regal avessero impedito loro di perfezionare le loro improvvisazioni in canzoni coerenti. Sempre nel giugno dello stesso anno la band fece un tour di quattro tappe negli Stati Uniti
La band tornò in studio per registrare il doppio singolo To You Alone"/"Sequinsizer (registrato dal futuro produttore dei The Go! Team Gareth Parton) ed è stato pubblicato il 24 gennaio 2000. Il singolo fu accolto favorevolmente ed è stato considerato come un ritorno alla forma originaria della band; la rivista NME ne fece il suo Single of the Week, e in seguito lo selezionò come uno dei 50 più grandi singoli del 2000 nei loro premi di fine anno. "To You Alone" è stata anche inclusa nella colonna sonora del remake del 2000 della serie televisiva Randall and Hopkirk (Deceased).
In quel periodo la musica della band fu anche inserita in una scena del film Alta Fedeltà (basato sull'omonimo romanzo di Nick Hornby), uscito a fine marzo 2000 negli Stati Uniti e a luglio nel Regno Unito. Nel film di Stephen Frears, il proprietario di un negozio di dischi interpretato da John Cusack cita la band ("Ora venderò cinque copie di The Three E.P.'s dei The Beta Band") e suona un minuto circa della canzone "Dry the Rain". Questo ha esposto la band a una vasta gamma di nuovi ascoltatori, in particolare negli Stati Uniti.

### Hot Shots II (1999 - 2001)
A seguito di una breve pausa, la band gradualmente tornò in studio, questa volta reclutando il produttore britannico Colin Emmanuel, alias C-Swing, per supervisionare il processo. L'album, Hot Shots II, apparso a metà del 2001, fu accolto calorosamente da critica e fan, sacrificando gran parte della sperimentazione del primo album per una struttura più pop.
Dall'album uscirono altri due singoli: "Human Being" nell'ottobre 2001 e "Squares" nel febbraio 2002 (con il brano I Monster a lungo fuori dalle classifiche). La band intraprese un lungo tour per sponsorizzare l'album, sostenendo perfino i Radiohead. Nell'agosto 2002, sono entrati al terzo posto nella lista di "50 Bands to See Before You Die" della rivista Q.

### Heroes To Zeroes e scioglimento (2001 - 2004)
La band ha iniziato le sessioni di demo per il loro terzo album nel settembre 2002. Sono entrati in studio con il produttore Tom Rothrock nel 2003 e hanno completato una serie di brani; tuttavia, né la band né i dirigenti della Regal sono stati soddisfatti dei risultati. Il produttore Nigel Godrich è stato chiamato per mixare l'album, che è fu finalmente completato all'inizio del 2004. Il singolo Lead, "Assessment", è stato pubblicato il 12 aprile 2004, seguito dall'album Heroes to Zeros il 26 aprile.
La band ha annunciato la sua rottura sul loro sito web il 2 agosto 2004, citando il discorso finanziario con la loro etichetta, a cui doveva 1,2 milioni di sterline, come principale movente della loro decisione. A novembre si sono esibiti al Summer Sundae festival e sono partiti per un tour d'addio. Il loro ultimo spettacolo è stato al Liquid Rooms di Edimburgo il 5 dicembre 2004.
Il 3 ottobre 2005, la band ha pubblicato un DVD su 2 dischi, The Best of The Beta Band - Film, con la maggior parte dei video della band e una selezione di cortometraggi, filmati televisivi, documentari e quattro canzoni registrate dal vivo allo Shepherd's Bush Empire il 29 novembre 2004, una delle ultime performance della band. Nello stesso giorno è uscito anche un set di due CD, The Best of The Beta Band - Music, comprendente una compilation di registrazioni in studio e un disco contenente il concerto dello Shepherd's Bush.
Dopo la scissione, Steve Mason ha pubblicato musica con il suo progetto solista King Biscuit Time, oltre ai nuovi progetti Black Affair e Good Face. Nel maggio 2010 ha pubblicato il primo disco a suo nome intitolato Boys Outside. Robin Jones e John Maclean sono diventati The Aliens insieme all'ex membro della Beta Band Gordon Anderson (alias Lone Pigeon), mentre Richard Greentree sta lavorando con la sua nuova band The General and Duchess Collins.
Il 29 settembre 2017 Because Music ha accettato di acquisire il catalogo posteriore della Beta Band dalla Warner Music Group, insieme a due EP del progetto King Biscuit Time di Mason.

## Discografia

### Album in studio
- 1999 - The Beta Band
- 2001 - Hot Shots II
- 2004 - Heroes to Zeros

### Raccolte
- 1998 - The Three EPs
- 2005 - The Best Of The Beta Band
- 2013 - The Regal Years

### EP
- 1997 - Champion Versions
- 1997 - The Patty Patty Sound
- 1997 - Los Amigos Del Beta Bandidos